# Literaturjahr 1521
Liste der Literaturjahre

◄◄ | ◄ | 1517 | 1518 | 1519 | 1520 | Literaturjahr 1521 | 1522 | 1523 | 1524 | 1525 | ►

Weitere Ereignisse

## Ereignisse
- Martin Luther beginnt im Dezember auf der Wartburg in Thüringen das Neue Testament zu übersetzen.

- Cesare Cesarianos Übersetzung des Vitruv ins Italienische erscheint.
- Das Epos Judita des kroatischen Dichters Marko Marulić wird 20 Jahre nach seiner Fertigstellung zum ersten Mal veröffentlicht.

Neacșus Brief ist das älteste bekannte Dokument in rumänischer Sprache. Der Brief wird am 29./30. Juni vom Kaufmann Neacșu Lupu in Câmpulung (Langenau) in kyrillischer Schrift verfasst und an Johannes Benkner, Stadtrichter von Kronstadt (Brașov) adressiert. Er enthält Informationen über einen bevorstehenden osmanischen Angriff auf die Walachei und möglicherweise auch auf Siebenbürgen. 

## Geboren

### Geburtsdatum gesichert
- 19. August: Lodovico Guicciardini, italienischer Kaufmann, Kartograph, Humanist, Geograph, Politiker, Chronist und Schriftsteller († 1589)

### Genaues Geburtsdatum unbekannt
- Johannes Criginger, deutscher lutherischer Theologe, Kartograph und Schriftsteller († 1571)

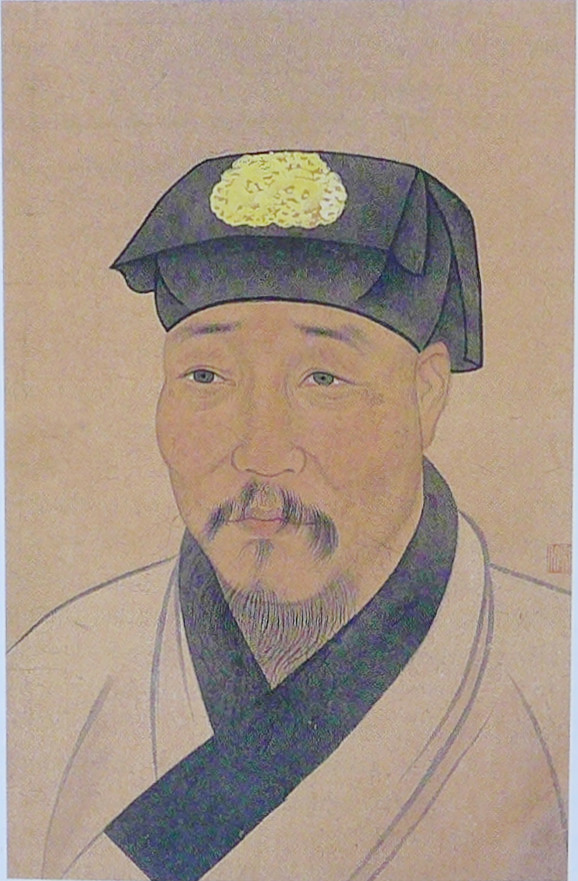
Xu Wei; * 1521

- Xu Wei, chinesischer Maler, Dichter und Dramatiker († 1593)

## Gestorben
- 25. Februar: Johann Schönsperger, deutscher Buchdrucker und Händlerverleger (* um 1455)
- 4. März: Rudolf Agricola, deutscher Drucker und Autor (* 1490)

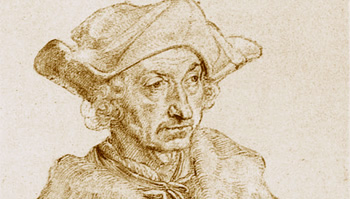
Sebastian Brant; † 10. Mai

- 10. Mai: Sebastian Brant, deutscher Humanist und Autor, Verfasser des Narrenschiffs (* 1457)